# Баденгард
Баденгард (нім. Badenhard) — громада в Німеччині, розташована в землі Рейнланд-Пфальц. Входить до складу району Рейн-Гунсрюк. Складова частина об'єднання громад Еммельсгаузен.
Площа — 3,00 км2. Населення становить 136 ос. (станом на 31 грудня 2020).

## Галерея

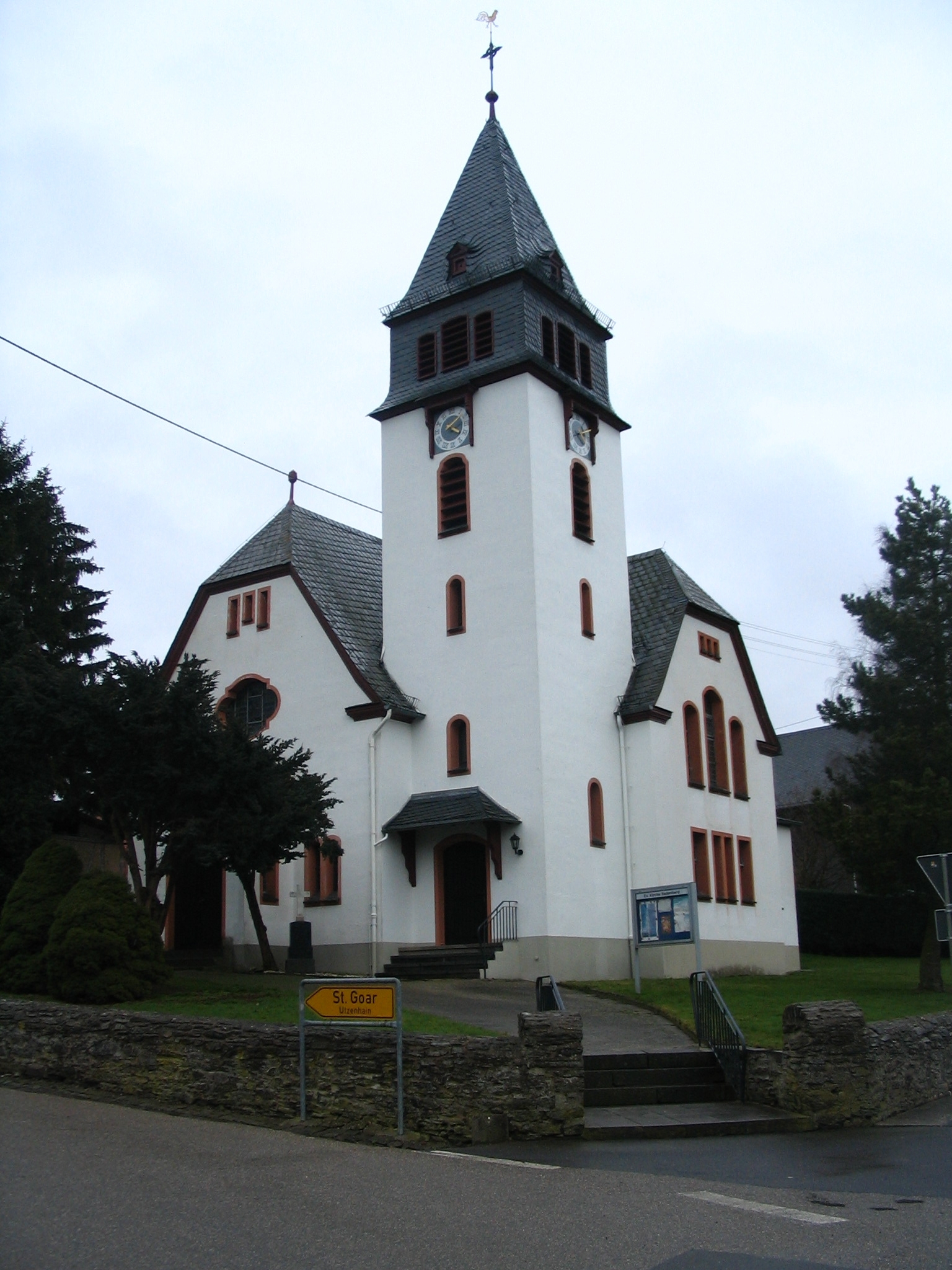